# NGC 3094
NGC 3094 је спирална галаксија у сазвежђу Лав која се налази на NGC листи објеката дубоког неба.
Деклинација објекта је + 15° 46' 12" а ректасцензија 10h 1m 25,9s. Привидна величина (магнитуда) објекта NGC 3094 износи 12,5 а фотографска магнитуда 13,4. NGC 3094 је још познат и под ознакама UGC 5390, MCG 3-26-15, CGCG 93-23, IRAS 09586+1600, PGC 29009.